# Сіньцзянська астрономічна обсерваторія
Сіньцзянська астрономічна обсерваторія (кит.: 中国科学院新疆天文台, англ. Xinjiang Astronomical Observatory) — астрономічний дослідницький заклад Китайської академії наук. Обсерваторія була заснована в 1957 році як Станція спостереження супутників Урумчі Китайської академії наук.

## Історія
4 жовтня 1957 року СРСР запустив перший штучний супутник Землі «Супутник-1». Через одинадцять днів, 15 жовтня, віцепрем'єр-міністр Китаю Нє Жунчжень і заступник голови Ради міністрів СРСР Михайло Первухін підписали в Москві «Угоду між урядом Китаю і урядом СРСР про виробництво новітнього озброєння і військової техніки та розвиток комплексної ядерної промисловості в Китаї». На основі цієї угоди 11 грудня 1957 року в Китаї була створена Супутникова спостережна мережа Академії наук Китаю, яка спочатку складалася з 12 станцій оптичного спостереження, одна з яких була в Урумчі. З жовтня 1958 року спостереженням орбіт радянських супутників займались викладачі факультету фізики Сільськогосподарського інституту Китайської армії (新疆八一农学院), єдиного на той час університету в Сіньцзяні.
Коли в 1960 році стосунки між Китаєм і СРСР зіпсувались, дані супутникової орбіти, звичайно, більше не надсилалися на Байконур, і на станції почалися справжні астрономічні спостереження. Вони особливо активізувались під керівництвом Ян Рупу (杨汝朴), директорки та секретарки партії станції супутникового спостереження Урумчі з лютого 1980 по липень 1987. У вересні 1982 року був встановлений бінокулярний сонячний телескоп з діаметром об'єктива 18 см для спостереження хромосфери й фотосфери. Після цього в серпні 1983 року був створений радіотелескоп з діаметром антени 2 м, який використовувався для безперервного спостереження електромагнітного випромінювання Сонця на довжині хвилі 3,2 см. Це був перший радіотелескоп у Сіньцзяні.
26 жовтня 1987 року, з урахуванням зміни напряму роботи, супутникову спостережну станцію перейменували на Астрономічну станцію Урумчі Китайської академії наук (中国科学院乌鲁木齐天文站). 21 квітня 2001 року Юньнаньська астрономічна обсерваторія, Науково-дослідний інститут астрономічної оптики та технології в Нанкіні, станція супутникового спостереження Чанчунь і астрономічна станція Урумчі були об'єднані в Національні астрономічні обсерваторії Китайської академії наук у Пекіні (Шанхайська астрономічна обсерваторія та Обсерваторія Пурпурової гори також увійшли до цієї нової організації, але зберегли свій статус окремих установ).
22 листопада 1993 року астрономічна станція в громаді Гангоу, що за 75 км на південь від Урумчі, запустила радіотелескоп з 25-метровою параболічною антеною. Крім того, у 2010 році в Баянбулаку й Уластаї, на південній стороні Тянь-Шаню, встановили опорні станції для навігаційних супутників, які використовуються Китайською мережею тектонічних спостережень (中国大陆构造环境监测网络). Таким чином, мережа телескопів вийшла далеко за межі Урумчі. Тож у січні 2011 року статус астрономічної станції підвищили до обсерваторії, і вона дістала свою нинішню назву Сіньцзянська астрономічна обсерваторія (新疆天文台, піньїнь Xīnjiāng Tiānwéntái). 27 серпня 2011 року відбулося урочисте відкриття нової вивіски.

## Спостережні станції

### Наньшань

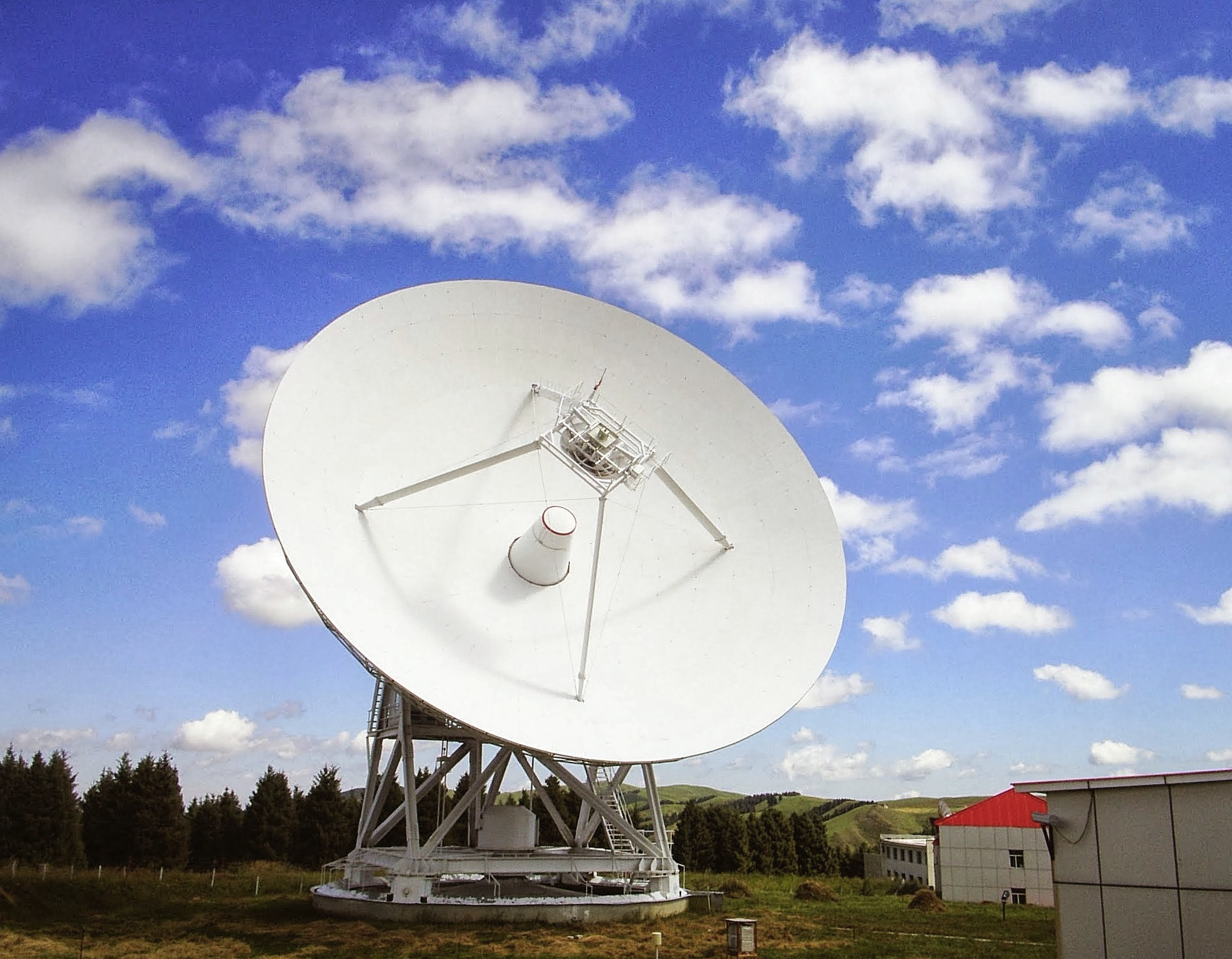
Радіотелескоп Наньшань

Будівництво бази Наньшань (南山基地, букв. «База в південних горах», код обсерваторії N87) почалося 30 серпня 1991 року з урочистої закладки першого каменю для 25-метрового радіотелескопа. Назва об'єкта походить від його розташування в передгір'ях Тянь-Шаню, за 75 км на південь від Урумчі й не має нічого спільного з горами Наньшань на кордоні Цинхаю й Ганьсу. Розташований на висоті 2080 м над рівнем моря і від самого початку розроблений як частина китайської РНДБ-мережі, радіотелескоп ввели в експлуатацію в грудні 1993 року. Телескоп працює на довжинах хвиль 18, 13, 6, 3,6 і 1,3 см, тобто в діапазонах частот L, C, X, K, і може бути наведений на об'єкт з точністю до 15 кутових секунд. Телескоп використовують майже цілий рік, наприклад, 349 днів у 2010 році, з яких 6453 години були чистим спостережним часом. Того року на обслуговування телескопа витрачено 813 годин.
Наньшаньський радіотелескоп був частиною місячної програми Китаю з 2005 року, тобто з перших наземних випробувань. Також він брав участь у космічній місії Чан'е-1 2007 року, утворюючи з радіообсерваторіями в Міюні поблизу Пекіна, Куньміні та Шанхаї спільну РНДБ-мережу для спостереження орбіт місячних зондів. У 2013—2014 роках телескоп реконструювали під керівництвом Айлі Юсупа, головного інженера бази Наньшань, у межах підготовки до місії Чан'е-4, а також до майбутніх місій повернення зразків місячного ґрунту, збільшивши діаметр антени до 26 м і встановивши двочастотний приймач для S і X діапазонів.
У 2009 році база вже охоплювала площу 21 га, мала гуртожиток, їдальню, електро- та водопостачання. 2015 року об'єкт перейменовано на спостережну станцію Наньшань (南山观测站). На додачу до 26-метрового радіотелескопа (який досі за традицією називають 25-метровим), тут є високоточний оптико-електронний 40-сантиметровий телескоп, 80-сантиметровий телескоп і кілька 30-сантиметрових оптичних телескопів, які використовуються для спостереження космічного сміття. У 2005 році встановили 1,2-метровий телескоп. З 2016 року його використовували для проведення численних квантово-фізичних експериментів із супутником Micius.
Також на території спостережної станції Наньшань є три наземні станції для навігаційних супутників:
- Опорна станція Міжнародної служби GNSS[zh] Міжнародної асоціації геодезії
- Наземна станція для навігаційних супутників, які використовуються китайською місячною програмою
- Станція опорної точки для навігаційних супутників, що використовується Китайською тектонічною спостережною мережею[26].

### Кашгар

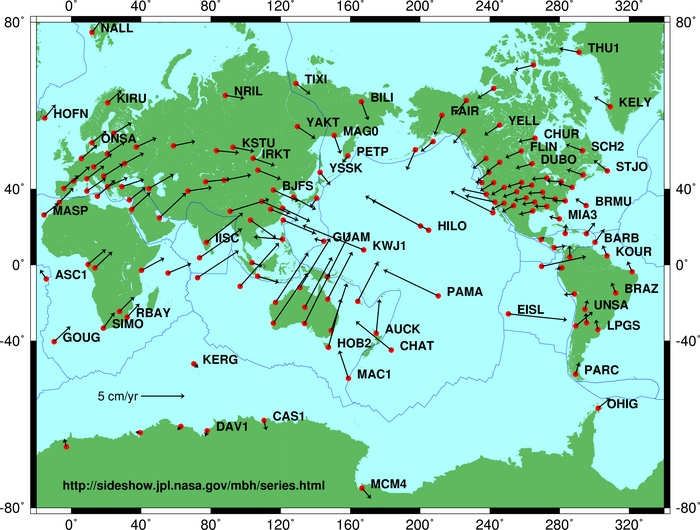
Карта дрейфу літосферних плит, створена за допомогою супутникових даних

Кашгарська супутникова наземна станція Сіньцзянської астрономічної обсерваторії (喀什卫星地面站, Pinyin Kāshí Wèixīng Dìmiànzhàn) — наземна станція, створена спеціально для навігаційних супутників Китайської регіональної системи позиціонування (中国区域定位系统, піньїнь Zhōnggúo Qūyù Dìngwèi Xìtǒng, Chinese Area Positioning System, CAPS), а також супутників навігаційної системи Бейдоу.
Станція розташована на сході гори Музтаг-Ата. На ній працюють 5 науковців та інженерів і 4 адміністративних співробітники, які разом виконують запис і розповсюдження даних, необхідних для досліджень у галузі геодезії, геодинаміки, тектоніки плит, неоднорідності обертання Землі. Для цього на східній стороні будівлі станції є велика параболічна антена, а на південній — 8 менших параболічних антен.

### Баянбулак
У жовтні 2006 року Китайське бюро сейсмології, Китайська академія наук, тодішнє Бюро топографії та картографії при Генеральному штабі (тепер Бюро супутникової навігації Об'єднаного генерального штабу при Центральній військовій комісії), Державне бюро геодезії, картографії та геоінформації, Китайське метеорологічне управління та Міністерство освіти спільно створили Китайську тектонічну спостережну мережу. У грудні 2007 року почалося будівництво 260 опорних станцій для навігаційних супутників, однією з яких у 2010 році стала опорна станція супутникової навігації Баянбулак Сіньцзянської астрономічної обсерваторії (巴音布鲁克GNSS基准站, піньїнь Bāyīn Bùlǔkè GNSS Jīzhǔnzàn) в окрузі Хецзін монгольської автономної префектури Байнголін на південній стороні Тянь-Шаню. Дані, зібрані з Баянбулака та інших опорних станцій, в основному використовують для фундаментальних досліджень тектоніки плит, прогнозування землетрусів та оцінки масштабів землетрусів.

### Уластай

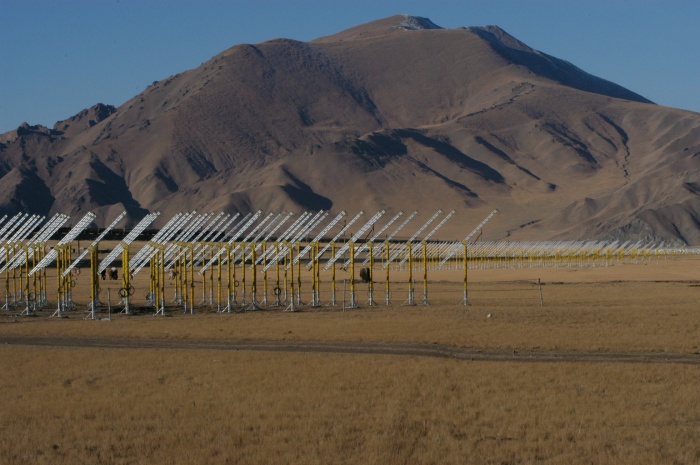
Перші групи антен системи 21CMA в грудні 2004 року

Спостережна станція Уластай (乌拉斯台观测站, піньїнь Wūlāsītái Guāncezhàn) розміщена в окрузі Хецзін, за 440 км на схід від Баянбулака, в районі села Уластай-Чаган (乌拉斯台查汗村) волості Алгу (阿拉沟乡). Вона побудована на плато висотою 2650 м над рівнем моря, далекому від цивілізації (194 км від районного центру) і тому майже вільному від радіозавад. З 2004 по липень 2006 року на станції був побудований радіоінтерферометр. Він складається з 81 групи, кожна з яких містить 127 лог-періодичних антен (тобто загалом 10 287 антен). Антени розташовані у двох L-подібних структурах, перпендикулярних одна до одної, довжиною 4 км і 3 км. За допомогою цих стаціонарно встановлених нерухомих антен цілодобово спостерігають за областю неба 10° × 10° навколо Північного полюса світу. Спостереження ведуть у діапазоні частот від 50 МГц до 200 МГц з роздільною здатністю 24 кГц, що дозволяє виявляти випромінювання радіолінії водню 21 см, реєструючи наднові та чорні діри з епохи реіонізації Всесвіту. Насправді довжина хвилі 21 см відповідає частоті 1420 МГц, але оскільки сигнали мають великий червоний зсув через розширення Всесвіту за останні 12 мільярдів років, Уластай проводить спостереження на 50—200 МГц. Система має міжнародну абревіатуру PaST через англійську назву «Primeval Structure Telescope», і часто її також називають «21 Centimeter Array» або 21CMA. Він використовується як свого роду прототип для запланованого Square Kilometer Array в Австралії та Південній Африці.
Оскільки система 21CMA вже мала інфраструктуру та доступний персонал, а також через низький рівень радіозавад від цивілізації вище 20 МГц, там провели Тянь-Шаньський радіоексперимент для виявлення нейтрино (Tian Shan Radio Experiment for Neutrino Detection, TREND). З 2008 року спільний проєкт Академії наук Китаю з Французьким національним центром наукових досліджень. На першому етапі цього експерименту атмосферні зливи, створювані космічними променями, виявляють за допомогою антенної системи, що реєструє радіовипромінювання від заряджених частинок у зливі. Навесні 2010 року уздовж осей 21CMA в Уластаї встановили 15 логперіодичних антен і 3 сцинтиляційні лічильники. Влітку та восени того ж року система була розширена на 250 м на схід зі збільшенням загальної кількості антен до 50. З березня 2011 року проводяться регулярні вимірювальні роботи розширеною системою.
За 500 м на схід від центру збору даних спостережної станції в 2010 році була створена Уластайська опорна станція супутникової навігації (乌拉斯台GNSS基准站, піньїнь Wūlāsītái GNSS Jīzhǔnzhàn) для Китайської тектонічної спостережної мережі. Розташована на гравійних, піщаних і глинистих відкладеннях голоцену і пізнього плейстоцену, за 1 км на південь від тектонічного розлому, вона, як і одночасно з нею створена її сестринська станція в Баянбулаку, використовується не тільки для фундаментальних досліджень тектоніки плит, геодинаміки тощо, але й для передбачення землетрусів. Обидві опорні станції перебувають під наглядом Чжана Алі (张阿丽) з Дослідницької лабораторії прикладної астрономії (应用天文研究室) в штаб-квартирі обсерваторії в Урумчі.

### Цітай
У березні 2010 року Чжань Веньлун (詹文龙, *1955), віцепрезидент Академії наук, Ян Ган (杨刚, *1953), віцеголова Постійного комітету уряду Сіньцзяна, та інші посадовці провели симпозіум з будівництва радіотелескопа великого діаметра в Сіньцзяні. На симпозіумі вирішили розмістити радіотелескоп у долині на північному схилі Тянь-Шаню, яка тепер зветься Астрономічною долиною (天文谷, піньїнь Tiānwén Gǔ), у муніципалітеті Банцзієгоу (半截沟镇) в повіті Цітай, за 202 км на схід від тодішньої бази Наньшань. Астрономічна долина має розміри приблизно 1,5 км зі сходу на захід і 2 км з півночі на південь і лежить на висоті 1730—1830 м над рівнем моря. 15 липня 2012 року в присутності багатьох науковців і політиків відбулася церемонія закладення першого каменя нового повністю рухомого 100-метрового радіотелескопа.
Поки будівельна техніка в Цітаї прокладала під'їзні дороги та будувала фундамент, 26 квітня 2015 року розпочали підготовчий проєкт у межах «Програми 973», щоб сприяти дослідженням технологій, необхідних для виготовлення такої великої параболічної антени. У листопаді 2018 року почали набирати інженерів для широкосмугового приймача (150 МГц-115 ГГц) і обробки даних для антени. Програма 973 була завершена 16 лютого 2016 року, і підготовчі роботи для радіотелескопа продовжили отримувати фінансування від Міністерства фінансів КНР. Будівництво телескопа розпочали 21 вересня 2022 року. У серпні 2023 року завершився тендер на активну поверхню антени з актуаторами.
Окрім 100-метрового радіотелескопа, що будується, у вересні 2023 року в Астрономічній долині працювали два оптичних телескопи та радіотелескоп для спостереження за Сонячною системою в низькочастотному діапазоні. Територія спостережної станції площею 94 га містить офіси та гуртожитки загальною площею 7216 м². До того моменту, коли великий телескоп буде введений в експлуатацію, ці площі мають зрости до 15 000 м².

## Напрями досліджень
На кінець 2022 року в Сіньцзянській астрономічній обсерваторії працювали 32 професори, 13 інженерів, 7 керівників лабораторій, а також їхні аспіранти й постдоки. Сіньцзянська обсерваторія є кампусом Університету Китайської академії наук. Вона проводить дослідження в чотирьох галузях:
- Пульсари. Дослідницька група «Пульсари» спостерігає за 300 пульсарами за допомогою 25-метрового радіотелескопа в Наньшані, включаючи близько 10 мілісекундних пульсарів, які є дуже точними таймерами. Група також бере участь у спостереженнях обертових радіотранзієнтів[en], у спостереженнях магнетарів та у пошуку нових пульсарів. З моменту спостереження чотирьох пульсарів у січні 1996 року[56] — першого спостереження пульсарів у Китаї — дослідницька група зробила понад 100 публікацій на такі теми, як магнітне поле та спалахи випромінювання магнетарів, модель обертання та теплова еволюція нейтроні зорі тощо. Молекулярна хмара Оріона[57].

Молекулярна хмара Оріона

- Утворення та еволюція зір. Дослідницька група з утворення та еволюції зір в основному займається гігантськими молекулярними хмарами, їх структурою і фізичними властивостями. Група вивчає початкові умови утворення масивних зір, так звані зони H-II, тобто газові хмари з великою кількістю іонізованого атомарного водню, а також тригери для початку зореутворення. Крім того, наразі ведуться цілеспрямовані пошуки природних водних мазерів у зонах утворення масивних зір. У 2013 році спектрометр, встановлений на 25-метровому радіотелескопі в Наньшані, почав спостерігати лінію поглинання аміаку в гігантських молекулярних хмарах: спочатку в молекулярній хмарі Тельця, а потім і в молекулярній хмарі Оріон-А[58][59].

- Активні ядра галактик. Дослідницька група галактик і космології займається вивченням активних ядер галактик за допомогою 25-метрового радіотелескопа в Наньшані. Вона бере участь у міжнародних РНДБ-мережах, таких як Європейська РНДБ-мережа[60]. Членів групи +особливо цікавлять зміни у випромінюванні ядер галактик. Вони змогли підтвердити, що сильні та швидкі зміни випромінювання в основному викликані міжзоряними сцинтиляціями, тобто відхиленням випромінювання в міжзоряному середовищі, аналогічно мерехтінню зір на нічному небі[61][62].

- Приймальні пристрої. Група мікрохвильових приймачів відповідає за технічне обслуговування, вдосконалення та нову розробку приймачів. Спільно з Інститутом радіоастрономії імені Макса Планка в Бонні вона розробила й побудувала охолоджуваний подвійний поляризаційний приймач для діапазону 6 см (C-діапазон) і встановила його на телескопі Наньшань, де його зараз використовує дослідницька група галактик і космології для спостереження змінності випромінювання активних ядер галактик. Також група виготовила охолоджуваний приймач для діапазону 1,3 см, встановлений у телескопі Наньшань, який використовує дослідницька група з утворення та еволюції зір для систематичного пошуку ліній поглинання аміаку в площині галактики. Група мікрохвильових приймачів також працює над розробкою широкосмугового приймача (150 МГц — 115 ГГц) для 100-метрового радіотелескопа, який будується в Цітаї[63][48].